# Liste der Stolpersteine auf Mallorca

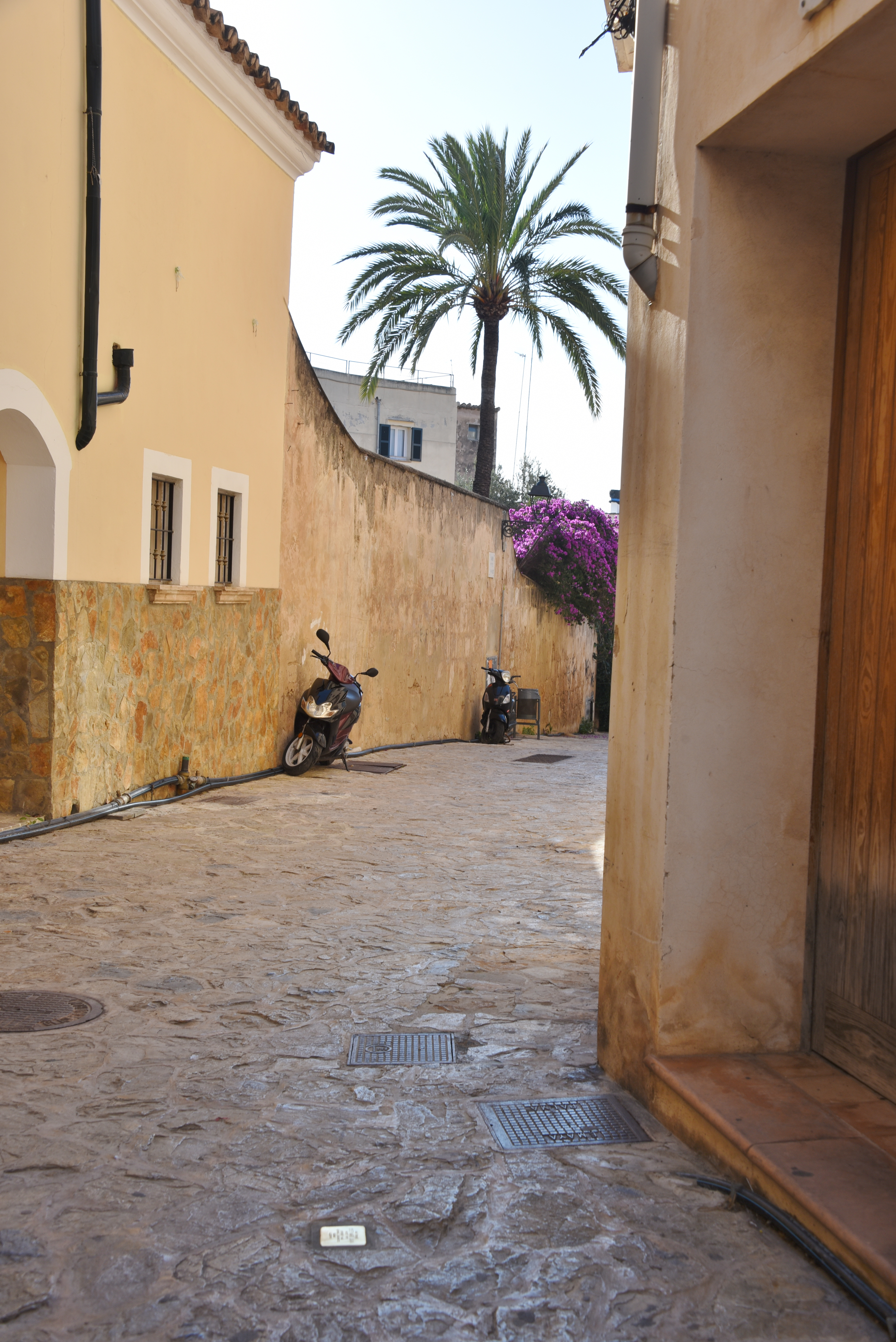
Stolperstein in Palma de Mallorca

Die Liste der Stolpersteine auf Mallorca enthält die Stolpersteine auf der spanischen Insel Mallorca, Teil der Balearen, die vom Kölner Künstler Gunter Demnig verlegt wurden. Stolpersteine erinnern an das Schicksal der Menschen, die von den Nationalsozialisten ermordet, deportiert, vertrieben oder in den Suizid getrieben wurden. Sie liegen im Regelfall vor dem letzten selbstgewählten Wohnsitz des Opfers.
Die ersten Verlegungen in Spanien erfolgten am 9. April 2015 in Navàs und El Palà de Torroella, auf Mallorca am 16. Dezember 2018. Die katalanische Übersetzung des Begriffes Stolpersteine lautet: pedres que fan ensopegar. Auf Spanisch werden sie piedras de la memoria (Erinnerungssteine) genannt.

## Einleitung

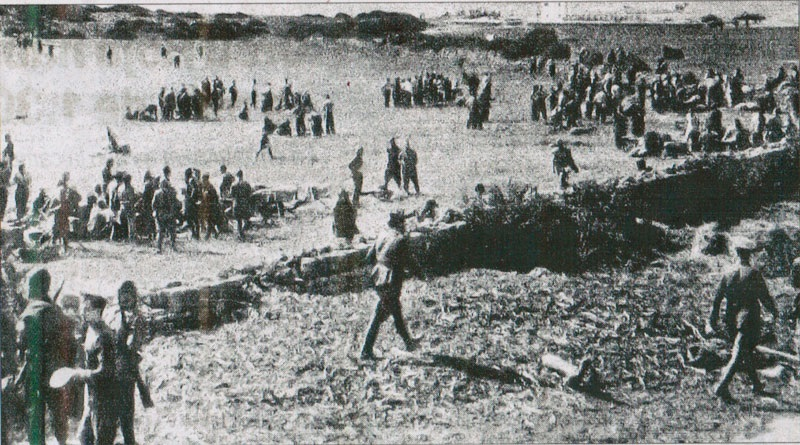
Landung der Republikaner in Punta d’Amer

Der Spanische Bürgerkrieg dauerte von 17. Juli 1936 bis 1. April 1939. Mallorca war von Beginn an fest in der Hand der Nationalisten, während die Republikaner Menorca halten konnten. Im August 1936 scheiterte ein Landungsversuch der republikanischer Truppen aus Barcelona, die von Menorca aus die Befreiung von Mallorca versucht hatten. In der Schlacht um Mallorca siegten die Franquisten vor allem mit Unterstützung des faschistischen Italiens Anfang September, obwohl die Republikaner numerisch überlegen waren und auf Luft- und Seeunterstützung zurückgreifen konnten. Die Franquisten etablierten ihre politische Macht auf Mallorca mit hoher Brutalität. Beispielsweise ermordeten sie alle sozialistischen Bürgermeister der Insel, die nicht rechtzeitig flüchten konnten. An zwanzig von ihnen erinnern die ersten sogenannten Remembrance Stones, die von Gunter Demnig im Dezember 2018 verlegt wurden. Unterstützt wurden die Franquisten nicht nur von Italien, sondern massiv auch von Hitler-Deutschland – mit Direktzahlungen, Waffen und mit der Legion Condor, einem Freiwilligen-Regiment mit mindestens 12.000 Soldaten und 100 Flugzeugen, die Angriffe auch auf die Zivilbevölkerung durchführte. Die ersten zivilen Frachter mit Kriegsmaterial aus Deutschland, die Kamerun und Wigbert, trafen am 22. August 1936 in Spanien ein. Trotz der deutschen Unterzeichnung einer Nicht-Interventions-Vereinbarung vom September 1936 griff die Legion Condor Bilbao, Brunete, Teruel und den Ebro-Bogen an, zerstörte am 26. April 1937 Guernica und war am Massaker von Málaga mit mehr als 10.000 Opfern beteiligt. Die Legion Condor nutzte Mallorca als Basis für Luftangriffe am Festland, beispielsweise in Barcelona, wo ein Gasometer zerstört wurde, auf den Hafen von Valencia und auf Güterzüge bei Torreblanca. Die deutsche Unterstützung belief sich allein im Jahr 1939 auf rund 215 Millionen US-Dollar, davon 21,9 % für Waffenlieferungen und 62,6 % für die Legion Condor.
Die NS-Opfer aus Mallorca waren alle Republikaner, die gegen die Franquisten gekämpft hatten und sich nach der Niederlage nach Frankreich gerettet hatten. Dort wurden sie teils interniert, teils konnten sie sich integrieren. Im Februar 1939 gab es fast 500.000 Kriegsflüchtlinge, die meisten von ihnen waren in Südfrankreich interniert. Mehr als die Hälfte von ihnen kehrte nach Spanien zurück und viele Franco-Gegner fanden Asyl in Lateinamerika. Als Hitler-Deutschland im Mai und Juni 1940 weite Teile Frankreichs eroberte, gerieten auch die spanischen Bürgerkriegsflüchtlinge unter die deutsche Willkürherrschaft. Viele Spanier konnten untertauchen oder sich verstecken, zehntausende spanische Bürgerkriegsflüchtlinge gerieten jedoch in deutsche Gefangenschaft, ungefähr 15.000 wurden in Konzentrationslager deportiert, überwiegend nach Mauthausen und Gusen. Allein im Jahr 1941 starben 3.000 Spanier im KZ Gusen auf Grund der Zustände im Lager, der Unterernährung und der anstrengenden Zwangsarbeit. 1943 lebten von den nach Gusen deportierten, wahrscheinlich waren es ursprünglich 5.000 Spanier, nur noch 500.

## Verlegte Stolpersteine

### Algaida
In Algaida wurde ein Stolperstein verlegt.
| Stolperstein | Übersetzung | Verlegeort                    | Name, Leben                 |
| ------------ | --- | ----------------------------- | --------------------------- |
|              | HIER LEBTE JOAN LLOMPART GARAU GEBOREN 1903 VERHAFTET 28.5.1944 DEPORTIERT 1944 BUCHENWALD HALLE, PLÖMNITZ BEFREIT | Algaida, Camí de s'Estació 21 | Joan Llompart Garau (1903−) |

### Andratx
In Sant Elm, einem Ort in der Gemeinde Andratx wurde ein Stolperstein verlegt.
| Stolperstein | Übersetzung | Verlegeort                  | Name, Leben                   |
| ------------ | --- | --------------------------- | ----------------------------- |
|              | IN ANDRATX LEBTE RAFAEL MOYA PUJOL GEBOREN 1904 VERHAFTET 16.11.1943 PERTUIS DEPORTIERT 1944 BUCHENWALD FLOSSENBÜRG ERMORDET 3.4.1945 HRADISCHKO | Sant Elm, Carrer Fabioler 1 | Rafael Moyà Pujol (1904–1945) |

### Campos
In Campos wurde ein Stolperstein verlegt.
| Stolperstein | Übersetzung | Verlegeort             | Name, Leben                     |
| ------------ | --- | ---------------------- | ------------------------------- |
|              | IN CAMPOS LEBTE RÁMON ARTOLA CASALS GEBOREN 1912 EXIL 1939 DEPORTIERT 1940 MAUTHAUSEN ERMORDET 31.8.1941 GUSEN | Plaça de Mateu Prohens | Ramón Artola Casals (1912–1941) |

### Escorca
In Escorca wurde ein Stolperstein verlegt.
| Stolperstein | Übersetzung | Verlegeort                 | Name, Leben                     |
| ------------ | --- | -------------------------- | ------------------------------- |
|              | IN ESCORCA LEBTE BARTOMEU RULLAN SOCIAS GEBOREN 1912 DEPORTIERT 1944 BUCHENWALD GANDERSHEIM SCHICKSAL UNBEKANNT | Escorca, Placa de Lledoner | Bartomeu Rullan Socias (1912–?) |

### Llucmajor
In Llucmajor wurden drei Stolpersteine verlegt.
| Stolperstein | Übersetzung | Verlegeort                      | Name, Leben                 |
| ------------ | --- | ------------------------------- | --------------------------- |
|              | IN LLUCMAJOR LEBTE ANTONIO OLIVER GEBOREN 1919 VERHAFTET 24.1.1943 MARSEILLES DEPORTIERT 1943 SACHSENHAUSEN ERMORDET BERGEN-BELSEN | 6 Plaça de Santa Catalina Tomàs | Antonio Oliver              |
|              | IN LLUCMAJOR LEBTE BARTOMEU OLIVER GEBOREN 1922 DEPORTIERT 1943 SACHSENHAUSEN FALKENSEE BEFREIT                                    | 6 Plaça de Santa Catalina Tomàs | Bartomeu Oliver             |
|              | IN LLUCMAJOR LEBTE HONORAT PUIGCERVER AMENGUAL GEBOREN 1917 DEPORTIERT 1940 MAUTHAUSEN-GUSEN BEFREIT                               | 6 Plaça de Santa Catalina Tomàs | Honorat Puigserver Amengual |

### Manacor
In Manacor wurde ein Stolperstein verlegt.
| Stolperstein | Übersetzung | Verlegeort                         | Name, Leben                  |
| ------------ | --- | ---------------------------------- | ---------------------------- |
|              | IN MANACOR LEBTE JOAN AMER VADELL GEBOREN 1897 EXIL 1939 GEFANGEN GENOMMEN PERPIGNAN FORT DU HÂ DEPORTIERT 1944 DACHAU ERMORDET 21.2.1945 | Manacor, Carrer de la Alegria, 7 · | Joan Amer Vadell (1897–1945) |

### Mancor de la Vall
In Mancor de la Vall wurde ein Stolperstein verlegt.
| Stolperstein | Übersetzung | Verlegeort                                               | Name, Leben                            |
| ------------ | --- | -------------------------------------------------------- | -------------------------------------- |
|              | IN MANCOR LEBTE VICENS MARTORELL MARTORELL GEBOREN 1898 VERHAFTET 25.11.1943 DEPORTIERT 1944 BUCHENWALD MITTELBAU-DORA ERMORDET 1.2.1945 HARZUNGEN | Mancor de la Vall, Carrer Sant Joan / Carrer de son Simó | Vicenç Martorell Martorell (1898–1945) |

### Palma de Mallorca
In Palma de Mallorca wurden 14 Stolpersteine an sieben Adressen verlegt:
| Stolperstein | Übersetzung | Verlegeort                                              | Name, Leben |
| ------------ | --- | ------------------------------------------------------- | --- |
|              | HIER LEBTE JOSÉ M. AGUIRRE SALABERRIA GEBOREN 1919 DEPORTIERT 1940 MAUTHAUSEN-EBENSEE BEFREIT                         | Palma, · Carrer de Dionís Bennàssar, 5 ·                | José María Aguirre Salaberría wurde am 25. März 1919 in Marquina geboren. Er war das älteste von acht Kindern. Die Familie zog nach Irún, nach Ausbruch des Spanischen Bürgerkrieges emigrierte die Familie nach Hendaye. Aguirre und sein Vater gingen nach Katalonien um sich dort den Milizen anzuschließen, nach Ende des Bürgerkrieges ging er zurück nach Frankreich, dort wurde er in dem Lager von Saint-Cyprien und Camp de Gurs interniert. Er wurde einem Arbeitskommando der französischen Armee zugeteilt und half beim Bau der Maginot-Linie, wurde von der vorrückenden deutschen Armee gefangen genommen. Im Dezember 1940 wurde er nach ins KZ Mauthausen deportiert, nach viereinhalb Jahren wurde er ins KZ Ebensee überstellt und dort von amerikanischen Truppen am 6. Mai 1945 befreit. 1953 zog er nach Mallorca, arbeitete in der Hotelbranche, wo er auch seine Frau kennenlernte, mit der er zumindest eine Tochter hatte. Nach dem Tod Francos ging er als Zeitzeuge in Schulen. José María Aguirre Salaberría starb am 6. September 2009 in Palma. |
|              | HIER LEBTE EUGENIO BALDUZ ASENSIO GEBOREN 1919 DEPORTIERT 1940 MAUTHAUSEN BEFREIT                                     | Sant Jordi, · Calle de Can Conet, 22 ·                  | Eugenio Balduz Asensio wurde am 11. August 1919 in Villanueva y Geltrú geboren. Er stammte aus einfachen Verhältnissen. Sein Vater, Aniceto Balduz Puyoles, stammte aus Saragossa, er war Arbeiter. Die Mutter, Isabel Asensio Fortanete, stammte aus Mas de les Mates, sie war Hausfrau. Er hatte drei jüngere Geschwister, eine Schwester und zwei Brüder. Als sich die republikanischen Truppen am Ende des Spanischen Bürgerkriegs zurückzogen, ging auch er Anfang 1939 nach Frankreich ins Exil. 1940 wurde er verhaftet, zuerst in einem Gefangenenlager im Elsass interniert und dann am 13. Dezember 1940 in das KZ Mauthausen deportiert. Seine Transportnummer war 4605. Er konnte viereinhalb Jahre Zwangsarbeit, zuletzt in einem Außenlager in Steyr, überleben und wurde am 5. Mai 1945 von den Alliierten befreit. Nach der Befreiung kam er in ein Lazarett. Danach ging er nach Paris und arbeitete bei Renault. Er heiratete und hatte einen Sohn, Patrick. Den Lebensabend verbrachte er in seiner Heimat. Er starb am 9. Juni 1992 im Hospital General von Palma. |
|              | IN PALMA LEBTE ANTONI ENSENYAT GEBOREN 1900 DEPORTIERT 1944 FLOSSENBÜRG BUCHENWALD BEFREIT                            | Palma, · Plaça de la Pescateria ·                       | Antoni Ensenyat, auch Antoni Enseñat, wurde am 21. Januar 1900 in Palma geboren. Er war Widerstandskämpfer. Er wurde verhaftet und am 16. August 1944 ins KZ Flossenbürg deportiert. Er musste in Dresden und Leipzig Zwangsarbeit verrichten, zuletzt war er im KZ Buchenwald. Antoni Enseñat wurde dort am 11. April 1945 befreit. Nachdem seine genaue Wohnadresse nicht bekannt war, wurde der Stein an einen zentraleren Ort zusammen mit sechs anderen Stolpersteinen verlegt. |
|              | HIER LEBTE JOSEP MARÍ JUAN GEBOREN 1911 DEPORTIERT 1944 MEISSEN, CHEMNITZ DACHAU BEFREIT                              | Palma, Carrer de Bellpuig, 9 ·                          | Josep Marí Juan wurde 1911 geboren. Seine Familie stammte ursprünglich aus Ibiza, zog von dort nach Kuba und in den 1920er Jahren nach Palma. Er ging in den Widerstand und kämpfte in der französischen Armee. 1944 wurde er deportiert. Zuletzt war er im KZ Dachau. Josep Marí Juan wurde im April 1945 von US-Streitkräften befreit. Er wurde von der französischen Regierung ausgezeichnet. Er hatte zumindest einen Sohn, Patrick. Sein Enkelsohn Cyril Mari kam mit seiner Familie aus Frankreich zur Verlegung des Stolpersteines. |
|              | IN PALMA LEBTE PERE MAYOL MARTORELL GEBOREN 1908 DEPORTIERT 1943 DACHAU BEFREIT                                       | Palma, · Plaça de la Pescateria ·                       | Pere Mayol Martorell wurde 1908 in Palma geboren. Als er die Grenze zu Frankreich überquerte, wurde er verhaftet und im Internierungslager Barcarès festgesetzt. 1943 wurde er in das KZ Dachau deportiert. Seine Häftlingsnummer dort war 48.911. Pere Mayol Martorell wurde im Mai 1945 von US-Streitkräften befreit. Nachdem seine genaue Wohnadresse nicht bekannt war, wurde der Stein an einen zentraleren Ort zusammen mit sechs anderen Stolpersteinen verlegt. |
|              | IN PALMA LEBTE MANUEL MOLINA MARTÍ GEBOREN 1913 DEPORTIERT 1941 MAUTHAUSEN-GUSEN ERMORDET 30.11.1941                  | Palma, · Plaça de la Pescateria ·                       | Manuel Molina Martí wurde am 22. Januar 1913 in Palma geboren. Er ging ins Exil nach Frankreich, wurde verhaftet und im Stammlager IX A nahe Ziegenhain in Nordhessen interniert. Dort war er unter der Nummer 48770 registriert. Am 29. April 1941 wurde er in das Konzentrationslager Mauthausen deportiert und dort mit der Häftlingsnummer 5029 registriert. Er wurde im Außenlager Gusen zur Zwangsarbeit eingeteilt. Manuel Molina Martí wurde am 30. November 1941 ermordet. Nachdem seine genaue Wohnadresse nicht bekannt war, wurde der Stein an einen zentraleren Ort zusammen mit sechs anderen Stolpersteinen verlegt. |
|              | IN PALMA LEBTE GABRIEL MORA MAS GEBOREN 1908 DEPORTIERT 1940 MAUTHAUSEN-GUSEN BEFREIT                                 | Palma, · Plaça de la Pescateria ·                       | Gabriel Mora Mas wurde am 23. Februar 1908 in Palma geboren. Er ging ins Exil nach Frankreich, wurde verhaftet und im Stalag V D in Straßburg interniert. Am 13. Dezember 1940 wurde er in das Konzentrationslager Mauthausen deportiert und dort mit der Häftlingsnummer 5041 registriert. Gabriel Mora Mas wurde im Mai 1945 befreit. Nachdem seine genaue Wohnadresse nicht bekannt war, wurde der Stein an einen zentraleren Ort zusammen mit sechs anderen Stolpersteinen verlegt. |
|              | HIER LEBTE MIQUEL NAVARRO CAMPOMAR GEBOREN 1886 DEPORTIERT 1943 ZWANGSARBEIT CAMP HENNEBONT ORGANISATION TODT BEFREIT | Sa Vileta-Son Rapinya, · Camí de la Vileta, 94 ·        | Miquel Navarro Campomar wurde 1886 geboren. Er hatte zumindest einen Bruder. Navarro Campomar war Maurermeister, Republikaner und von 1932 bis 1936 Stadtrat in Palma. Nach dem Beginn des Spanischen Bürgerkrieges 1936 lebte er versteckt in einer Höhle und wurde dort mit Essen versorgt. Mit anderen Sozialisten, unter anderem dem Führer der Federación Socialista Balear flüchtete er 1936 nach Menorca. Dort wurde er Präsident der Secretariado Antifascista de Mallorca. Im August 1937 wurde er Sekretär der Federación Socialista Balear, im Januar 1939 wurde er deren Schatzmeister. Im Februar 1939, nach der Besetzung Menorcas durch die Deutschen, flüchtete er über Katalonien nach Frankreich. Kurz nachdem er die spanisch-französische Grenze überquert hatte, wurde Navarro von der französischen Armee festgenommen und in einem Arbeitslager interniert. Schließlich wurde er, nach dem Einmarsch der deutschen Wehrmacht, von Deutschen gefangen genommen. Navarro wurde nach Deutschland deportiert und erneut in einem Arbeitslager interniert. Gemeinsam mit einer Reihe anderer Rotspanier wurde er in das Konzentrationslager Mauthausen deportiert. Er konnte das NS-Regime überleben und wurde 1945 befreit. Danach lebte er in Toulouse. 1953 kehrte Navarro Campomar nach Palma zurück, wo Miquel Navarro Campomar am 4. Januar 1974 im Alter von 88 Jahren starb. Initiiert wurde die historische Aufarbeitung seines Lebens von Oberschülern der Schule Monti-Sion in Palma, angeleitet von der Deutschlehrerin María Grandió. Die Schülergruppe hatte im Rahmen des Projekts Deutschland besucht und in Archiven nach dem Angehörigen eines Schülers, seinem Urenkel, geforscht. Unterstützt wurde das Projekt vom Kulturstadtrat Llorenç Carrió, der es im Rathaus vorstellte. Sein Bruder wurde während des Spanischen Bürgerkrieges in Mallorca hingerichtet. |
|              | IN PALMA LEBTE MIQUEL OLIVER SOCIAS GEBOREN 1898 DEPORTIERT 1941 MAUTHAUSEN ERMORDET 4.9.1941                         | Palma, · Plaça de la Pescateria ·                       | Miquel Oliver Socias wurde am 28. Februar 1898 in Palma geboren. Er kämpfte im Bürgerkrieg auf der Seite der Republikaner und musste schließlich nach Frankreich flüchten. Nach der Invasion durch das Dritte Reich wurde er verhaftet und im Stalag X-B in Sandbostel interniert. Er bekam die Häftlingsnummer 84083. Am 3. März 1941 wurde er in das Konzentrationslager Mauthausen überstellt, wo er die Matrikel 3598 bekam und Zwangsarbeit verrichten musste. Miquel Oliver Socias wurde am 4. September 1941 vom NS-Regime ermordet. Nachdem seine genaue Wohnadresse nicht bekannt war, wurde der Stein an einen zentraleren Ort zusammen mit sechs anderen Stolpersteinen verlegt. |
|              | IN PALMA LEBTE PASQUAL POMAR BELLAFONT GEBOREN 1917 DEPORTIERT 1943 AURIGNY, JERSEY GEFLÜCHTET 1945                   | Palma, · Plaça de la Pescateria ·                       | Pasqual Pomar Bellafont wurde am 2. Oktober 1917 in Palma geboren. Er kämpfte im Bürgerkrieg auf der Seite der Republikaner und musste nach Frankreich flüchten. Zu einem unbekannten Zeitpunkt wurde er inhaftiert, am 1. April 1943 wurde in das KZ Alderney auf der gleichnamigen britischen Kanalinsel, die von deutschen Truppen besetzt war, deportiert. Pasqual Pomar Bellafont konnte sich 1945 durch Flucht retten. Nachdem seine genaue Wohnadresse nicht bekannt war, wurde der Stein an einen zentraleren Ort zusammen mit sechs anderen Stolpersteinen verlegt. |
|              | HIER LEBTE JAUME REBASSA GARCIES GEBOREN 1889 DEPORTIERT 1943 FLOSSENBÜRG BUCHENWALD ERMORDET 24.12.1943              | Palma, Carrer de Bellpuig, 9 ·                          | Jaume Rebassa Garcíes war Schuster, bedeutender Gewerkschafter und führender Funktionär der Sozialisten auf den Balearen. Er arbeitete in der Schuhfabrik La Igualdad und engagierte sich in der Federación de las Sociedades Obreras, deren Sekretär er wurde. 1926 wurde er als Sekretär der Unión General de Trabajadores (UGT) bestellt, einer starken, marxistisch orientierten Gewerkschaft. Im Jahr 1936 wurde er Direktor der sozialistischen Wochenzeitschrift El Obrero Balear. Die Historikerin Elena Rodríguez konnte die letzten Lebensstationen des sozialistischen Widerstandskämpfers aufklären. Er musste im KZ Mittelbau-Dora nahe Nordhausen unter unmenschlichen Bedingungen Zwangsarbeit unter Tage verrichten. Die von den KZ-Insassen errichteten Tunnelanlagen dienten der Rüstungsindustrie. Dort starb Jaume Rebassa Garcíes am 24. Dezember 1943. |
|              | HIER LEBTE JOSEP ROY RIVAS GEBOREN 1912 DEPORTIERT 1941 MAUTHAUSEN-GUSEN ERMORDET 27.11.1941                          | Palma, · Carrer de Colom, 20 ·                          | Josep Roy Rivas wurde am 17. Januar 1912 in Palma de Mallorca geboren. Er wurde vom NS-Regime verhaftet und im Stammlager VII A in Moosburg an der Isar interniert. Dort hatte er die Gefangenennummer 12065. Am 31. August 1941 wurde er in das KZ Mauthausen überstellt, wo ihm die Nummer 4753 zugeteilt wurde. Josep Roy Rivas wurde am 27. November 1941 ermordet. |
|              | IN PALMA LEBTE GUILLEM TORRENS SASTRE GEBOREN 1918 DEPORTIERT 1941 MAUTHAUSEN BEFREIT                                 | Palma, · Plaça de la Pescateria ·                       | Guillem Torrens Sastre wurde am 11. März 1918 in Palma de Mallorca geboren. Er wurde vom NS-Regime verhaftet und im Kriegsgefangenenlager Kaisersteinbruch in Niederösterreich interniert. Das Lager war auch als Stalag XVII A bekannt. Am 9. August 1941 wurde er in das KZ Mauthausen überstellt, wo ihm die Nummer 5002 zugeteilt wurde. Guillem Torrens Sastre konnte das NS-Regime überleben und wurde am 5. Mai 1945 befreit. |
|              | HIER LEBTE RAFEL XAMENA MOLL GEBOREN 1901 DEPORTIERT 1941 MAUTHAUSEN-GUSEN ERMORDET 6.1.1942                          | Palma, · Carrer de Rafael Xamena · (Carrer Dos 25-23) · | Rafel Xamena Moll wurde am 15. April 1901 in Palma de Mallorca geboren. Er wurde vom NS-Regime verhaftet und im Stalag XII D (Trier) interniert. Dort hatte er die Gefangenennummer 39044. Am 3. April 1941 wurde er in das KZ Mauthausen überstellt, wo ihm die Nummer 3896 zugeteilt wurde. Rafel Xamena Moll wurde am 6. Januar 1942 ermordet. Eine Straße in Palma wurde nach ihm benannt. |

### Sineu
In Sineu wurde ein Stolperstein verlegt.
| Stolperstein | Übersetzung                                                                                     | Verlegeort                  | Name, Leben                      |
| ------------ | ----------------------------------------------------------------------------------------------- | --------------------------- | -------------------------------- |
|              | HIER LEBTE JOAN GELABERT MIGUEL GEBOREN 1895 DEPORTIERT 1940 MAUTHAUSEN-GUSEN ERMORDET 3.8.1941 | Sineu, Carrer de la Rosa 10 | Joan Gelabert Miguel (1895–1941) |

### Sóller
In Sóller befinden sich drei Stolpersteine.
| Stolperstein | Übersetzung | Verlegeort    | Name, Leben                          |
| ------------ | --- | ------------- | ------------------------------------ |
|              | IN SÓLLER LEBTE MIGUEL AZUAGA VILLALONGA GEBOREN 1911 EXIL 1939 DEPORTIERT 1941 MAUTHAUSEN ERMORDET 22.10.1942 | Sóller, Hafen | Miguel Azuaga Villalonga (1911–1942) |
|              | IN SÓLLER LEBTE PERE BENNÁSSAR BERNAT GEBOREN 1895 DEPORTIERT 1944 DACHAU FLOSSENBÜRG-HERSBRUCK BEFREIT        | Sóller, Hafen | Pere Bennássar Bernat (1895−)        |
|              | IN SÓLLER LEBTE JOAN SERVERA PONS GEBOREN 1910 DEPORTIERT 1941 MAUTHAUSEN BEFREIT                              | Sóller, Hafen | Joan Servera Pons (1910−)            |

## Verlegedaten
- 16. Dezember 2018: Palma de Mallorca
- 12. März 2021: Mancor de la Vall
- 21. Mai 2021: Sineu
- 26. Mai 2021: Escorca